# Meriküla (Harku)
Meriküla is een plaats in de Estlandse gemeente Harku, provincie Harjumaa. De plaats heeft de status van dorp (Estisch: küla) en telt 134 inwoners (2021). De naam betekent ‘zeedorp’.
Het dorp bestaat uit een langgerekte strook grond langs de Baai van Kakumäe, een onderdeel van de Baai van Tallinn. Meriküla heeft een jachthaven, Tilgu sadam, genoemd naar de Tilgu tee, de weg die door het hele dorp langs de kust loopt. Oostelijker langs de kust, beginnend in het buurdorp Rannamõisa, ligt het natuurpark Rannamõisa maastikukaitseala.

## Geschiedenis
Meriküla ontstond pas in 2018, toen delen van de dorpen Ilmandu en Muraste en een klein deel van Suurupi werden samengevoegd. De naam gaat terug op een plaats Merekül of Merrekülla, die hier vroeger lag en in de 16e en de 19e eeuw een dorp was en in de tussenliggende tijd een boerderij.